# Scolitantides lariana
Scolitantides lariana är en fjärilsart som beskrevs av Hans Fruhstorfer 1910. Scolitantides lariana ingår i släktet Scolitantides och familjen juvelvingar. Inga underarter finns listade.